# Har Ẕefaẖot
Har Ẕefaẖot (hebreiska: הר צפחות, Har Tsefaẖot) är en kulle i Israel.   Den ligger i distriktet Södra distriktet, i den södra delen av landet. Toppen på Har Ẕefaẖot är 271 meter över havet, eller 109 meter över den omgivande terrängen. Bredden vid basen är 2,6 km.
Terrängen runt Har Ẕefaẖot är kuperad västerut, men österut är den platt. Havet är nära Har Ẕefaẖot åt sydost.  Närmaste större samhälle är Eilat, 6,3 km nordost om Har Ẕefaẖot. 